# Anita (1874)
El Anita fue un buque de vapor que sirvió como transporte en la Armada Argentina durante la Revolución de 1874.

## Historia
El vapor fluvial de matrícula mercante Anita fue requisado en el puerto de la ciudad de Buenos Aires por el gobierno de la República Argentina al producirse el alzamiento mitrista en septiembre de 1874.
El Anita fue incorporado como aviso y transporte de la escuadra al mando del capitán Constantino Jorge operando entre Buenos Aires y la isla Martín García.
El 21 de octubre de 1874 asumió el mando el teniente Valentín Feilberg, quien lo mantuvo hasta la rendición de la cañonera rebelde ARA Paraná a fines de noviembre de ese año.
Finalizado con ello el conflicto, fue devuelta a sus dueños.
En febrero de 1875 naufragó en el Río de la Plata.
En 1882 personal de la Armada Argentina reflotó su casco.
Otro vapor de igual nombre sirvió en la Armada durante la Revolución de 1880.